# الخلية الممتدة
الخلايا الممتدة هي خلايا بطانة عصبية مميزة توجد في البطين الثالث للدماغ ، وعلى قاع البطين الرابع ولديها عمليات تمتد عمقيا لداخل الوطاء . من المحتمل أن تكون وظيفتها هي نقل الإشارات الكيميائية من السائل النخاعي إلى الجهاز العصبي المركزي .
أصل مصطلح tanycyte هو الكلمة اليونانية tanus والتي تعني ممتد أو طويل.

## بُنيتها
تشترك الخلايا الممتدة في بعض ميزات الخلايا الدبقية العصبية والخلايا النجمية. سبب التشابه في شكلها وموقعها بعض المؤلفين إلى اعتبارها خلايا دبقية بقيت في منطقة الوطاء خلال فترة حياتها، مما أدى إلى اعتقاد البعض بأن هذه الخلايا من السلالة نفسها.
ومع ذلك، تظهر الخلايا الممتدة بعض الخصائص التي تميزها عن الخلايا الدبقية العصبية. تبدأ الخلايا العصبية في الجرذان في التطور خلال اليومين الأخيرين من الحمل وتستمر حتى تصل إلى تمايزها الكامل في الشهر الأول بعد الولادة. من جهة أخرى فإن الخلايا الدبقية العصبية تعتبر المكون الرئيسي في الدماغ الجنيني. كما تحتوي الخلايا الممتدة على العديد من البروتينات غير الموجودة في الخلايا الدبقية العصبية. وهكذا يتضح من الأدلة أن الخلايا الممتدة تنحدر من سلالات نسَبية للخلايا الدبقية العصبية التي لا تتطور إلى خلايا نجمية، بل إلى فئات فرعية خاصة بها.

### الموقع
توجد الخلايا الممتدة الخاصة بالثدييات البالغة في الجهاز البطيني والأعضاء المحيطة بالبطينات. وهي الأكثر نعددا وتكاثرا في البطين الثالث للدماغ، ولكن يمكن إيجادها في الحبل الشوكي الذي يتشعب من خلايا البطانة العصبية من القناة المركزية إلى سطح الحبل الشوكي. تشكل الخلايا الممتدة ما يقارب 0.6 ٪ من نسبة الجدار البطيني الجانبي، كما وصفه Doetsch وعيرهم.
تم إظهار الخلايا الممتدة في الجسم الحي بصفتها النظام الغذائي المستجيب لعش عصبي المنشأ.

## وظيفة الخلية
تشير الأعمال الحديثة  إلى أن الخلايا الممتدة تسد الفراغ بين الجهاز العصبي المركزي (CNS) عبر السائل النخاعي (CSF) حتى منفذ الدم النخامي. قد يربط CSF بالتطورات العصبية الصماوية.

### دورها في إفراز الهرمون المطلق للغدد التناسلية
توصلت الأبحاث في عامي 2005 و 2010  إلى أن الخلايا الممتدة تشترك في إفراز هرمون المطلق لموجهة الغدد التناسلية (GnRH). تقوم الخلايا العصبية الموجودة في الوطاء المنقاري بإفراز GnRH. تتركز هذه الألياف العصبية في المنطقة التي تطابق تمامًا مع توزع β1 للخلايا الممتدة.
يُعتقد حاليا أن هناك آليتين مختلفتين تشارك بها الخلايا الممتدة في إفراز GnRH. تتضمن الآلية الأولى تجديد البنية الدوري للعلاقة المكانية بين معابر GnRH والخلايا الممتدة والمساحة المحيطة بالأوعية. أما الآلية الثانية فهي الإشارات بين الخلايا يتواسطها مركبات خاصة بالخلايا الممتدة. تدعم الأدلة الحديثة كلا الآليتين مع احتمالية أن كلاهما جزء من آلية واحدة.

## الأصل التاريخي
ابتكر هورستمان مصطلح الخلايا الممتدة في عام 1954 عندما وصف ميزة بنائية مختلفة للخلية، والتي هي عبارة عن عملية قاعدية طويلة تتوسع حتى منطقة خاصة للغدد النخامية.
كان موضوع الخلايا الممتدة خلال فترة السبعينيات والثمانينيات من القرن العشرين هو الموضوع التي تتحدث المنشورات البحثية، تتراوح من علم التشكل المورفولجي إلى الوظيفة. مع ذلك فإن النقص في الأدوات المتطورة أدى إلى تعثر الأبحاث وسببت في حدوث خلاف بين الباحثين بشأن الدور الكامل للخلايا الممتدة. آخر التطورات الحديثة في كيمياء الستيتولوجية المناعية إلى تمهيد الطريق للأبحاث الجديدة في هذا المجال.

## روابط خارجية
- http://www.lab.anhb.uwa.edu.au/mb140/CorePages/Nervous/Nervous.htm
- NIF Search - Tanycyte بوساطة إطار معلومات علم الأعصاب